# Saturnia matheri
Saturnia matheri är en fjärilsart som beskrevs av Vallentin 1898. Saturnia matheri ingår i släktet Saturnia och familjen påfågelsspinnare. Inga underarter finns listade.